# Звенячево
Звенячево — село Борисоглебского района Ярославской области, входит в состав Вощажниковского сельского поселения.

## География
Расположено на берегу реки Могза в 15 км на север от центра поселения села Вощажникова и в 26 км на север от райцентра посёлка Борисоглебский. 

## История
Церковь села Звенячева основана в 1798 году. Престолов в ней было два: св. Архистратига Михаила и св. чуд. Николая.
В конце XIX — начале XX село входило в состав Неверковской волости Угличского уезда Ярославской губернии.
С 1929 года село являлось центром Звенячевского сельсовета Борисоглебского района, в 1944 — 1959 годах в составе Курбскийого района, с 1954 года — в составе Раменского сельсовета с 2005 года — в составе Вощажниковского сельского поселения.

## Население
| 1859 | 1914 | 2007 | 2010 |
| ---- | ---- | ---- | ---- |
| 18   | ↗29  | ↘3   | →3   |

## Достопримечательности
В селе расположена недействующая Церковь Михаила Архангела (1798). 